# لیندا کریستین
لیندا کریستین (انگلیسی: Linda Christian؛ ۱۳ نوامبر ۱۹۲۳ – ۲۲ ژوئیهٔ ۲۰۱۱) هنرپیشه اهل مکزیک بود. وی بین سال‌های ۱۹۴۳ تا ۱۹۸۸ میلادی فعالیت می‌کرد. از فیلم‌های او می‌توان به آدم‌های خیلی مهم اشاره نمود.
او از دوستان محمدرضا پهلوی، اخرین شاه ایران بود.